# Birama Ndoye
Birama Ndoye (* 27. März 1994 in Dakar) ist ein senegalesischer Fußballspieler.

## Karriere
Ndoye begann seine Laufbahn bei Etoile Sportive de Dakar in seinem Heimatland, bevor er 2012 nach Europa zum Schweizer Erstligisten FC Sion wechselte. Er gab sein Debüt zunächst für die Reserve der Sittener in der neu eingeführten 1. Liga Promotion, der dritthöchsten Schweizer Spielklasse, als er am 12. August 2012 (2. Spieltag) beim 1:1 gegen den FC Schaffhausen in der Startelf stand. Bis Saisonende kam er zu 21 Partien für die zweite Mannschaft, in denen er zwei Tore erzielte. Zudem debütierte er am 25. Mai 2013 (34. Spieltag) beim 0:1 gegen den FC Thun in der Startelf stehend für die Profis in der Super League, der höchsten Schweizer Spielklasse. Bis zum Ende der Spielzeit spielte er dreimal in der Super League. In der folgenden Saison 2013/14 avancierte er zum Stammspieler der ersten Mannschaft und absolvierte bis Saisonende 23 Ligaspiele sowie je zwei Partien im Schweizer Cup, in dem man im Achtelfinale mit 0:1 gegen den FC Luzern ausschied, und für die zweite Mannschaft in der 1. Liga Promotion. 
2014/15 kam er zu 27 Super-League-Spielen (ein Tor) und fünf Partien im Schweizer Cup, in dem der FC Sion mit einem 3:0-Sieg gegen den FC Basel zum 13. Mal in der Vereinsgeschichte den Titel gewann. In der folgenden Gruppenphase der UEFA Europa League ab September 2015, für die man sich mit dem Cupsieg qualifiziert hatte, wurde der FC Sion Zweiter hinter dem englischen Spitzenklub FC Liverpool und erreichte die Zwischenrunde gegen den portugiesischen Verein Sporting Braga. Nach Hin- und Rückspiel gewann Braga mit insgesamt 4:3 Toren. Ndoye war in sieben der acht Partien im Einsatz. In der parallel stattfindenden Super-League-Spielzeit 2015/16 spielte der Innenverteidiger 21-mal. Zudem absolvierte er drei Spiele im Schweizer Cup (ein Tor), Sion verlor im Halbfinale mit 0:3 gegen den FC Zürich, sowie vier Partien für die zweite Mannschaft in der Promotion League (ein Tor).
2016/17 kam er zu zwölf Einsätzen in der Super League (ein Tor), die Hinrunde verpasste er dabei fast vollständig aufgrund einer Verletzung. Im Schweizer Cup spielte er zweimal; Sion erreichte das Finale, in dem man erneut auf den FC Basel traf und mit 0:3 unterlag.
2017/18 spielte er neunmal in der höchsten Schweizer Liga, zweimal in der Qualifikation zur UEFA Europa League, für die sich Sion mit dem 4. Rang in der Liga qualifiziert hatte und gegen den ersten Gegner Sūduva Marijampolė aus Litauen nach Hin- und Rückspiel mit 1:4 aus dem Wettbewerb ausschied, und einmal für die zweite Mannschaft in der Promotion League.
2018/19 wurde er wieder häufiger eingesetzt und absolvierte 29 Super-League-Spiele, wobei er ein Tor erzielte, und drei Partien im Schweizer Cup, in dem Sion diesmal im Viertelfinale nach Verlängerung gegen den FC Basel verlor.
2019/20 folgten 23 Ligaspiele, in denen er zwei Tore erzielte, und vier Partien im Schweizer Cup; Sion schied im Halbfinale gegen den Serienmeister BSC Young Boys aus.
2020/21 spielte er 30-mal in der Super League und schoss dabei zwei Tore; im Schweizer Cup kam er zu zwei Einsätzen, Sion verlor im Achtelfinale gegen den Zweitligisten FC Aarau. Die Ligaspielzeit wurde auf dem neunten Rang beendet, der zur Barrage gegen den FC Thun qualifizierte, nach Hin- und Rückspiel gewann Sion mit insgesamt 6:4 Toren und erreichte den Klassenerhalt.

## Erfolge
FC Sion
- Schweizer Cupsieger: 2015